# Maksim Afinogienow
Maksim Siergiejewicz Afinogienow, ros. Максим Сергеевич Афиногенов (ur. 4 września 1979 w Moskwie) – rosyjski hokeista, reprezentant Rosji, trzykrotny olimpijczyk.

## Kariera
- Dinamo Moskwa (1995-1999)
- Buffalo Sabres (1999-2009)
  -  Rochester Americans (1999-2000)
  -  Dinamo Moskwa (2004-2005)
- Atlanta Thrashers (2009-2010)
- SKA Sankt Petersburg (2010-2013)
- Witiaź Podolsk (2013-2018)
- Dinamo Moskwa (2018-2020)

Wychowanek Dinama Moskwa. Od 2010 do kwietnia 2013 roku zawodnik SKA Sankt Petersburg. Od czerwca 2013 zawodnik Witiazia Podolsk. W połowie maja 2018 został ponownie zawodnikiem Dinama Moskwa. Po sezonie 2019/2020 odszedł z klubu.
Uczestniczył w turniejach mistrzostw świata w 1999, 2000, 2002, 2004, 2005, 2008, 2010, 2011, Pucharu Świata 2004 oraz zimowych igrzysk olimpijskich 2002, 2006, 2010.

## Sukcesy

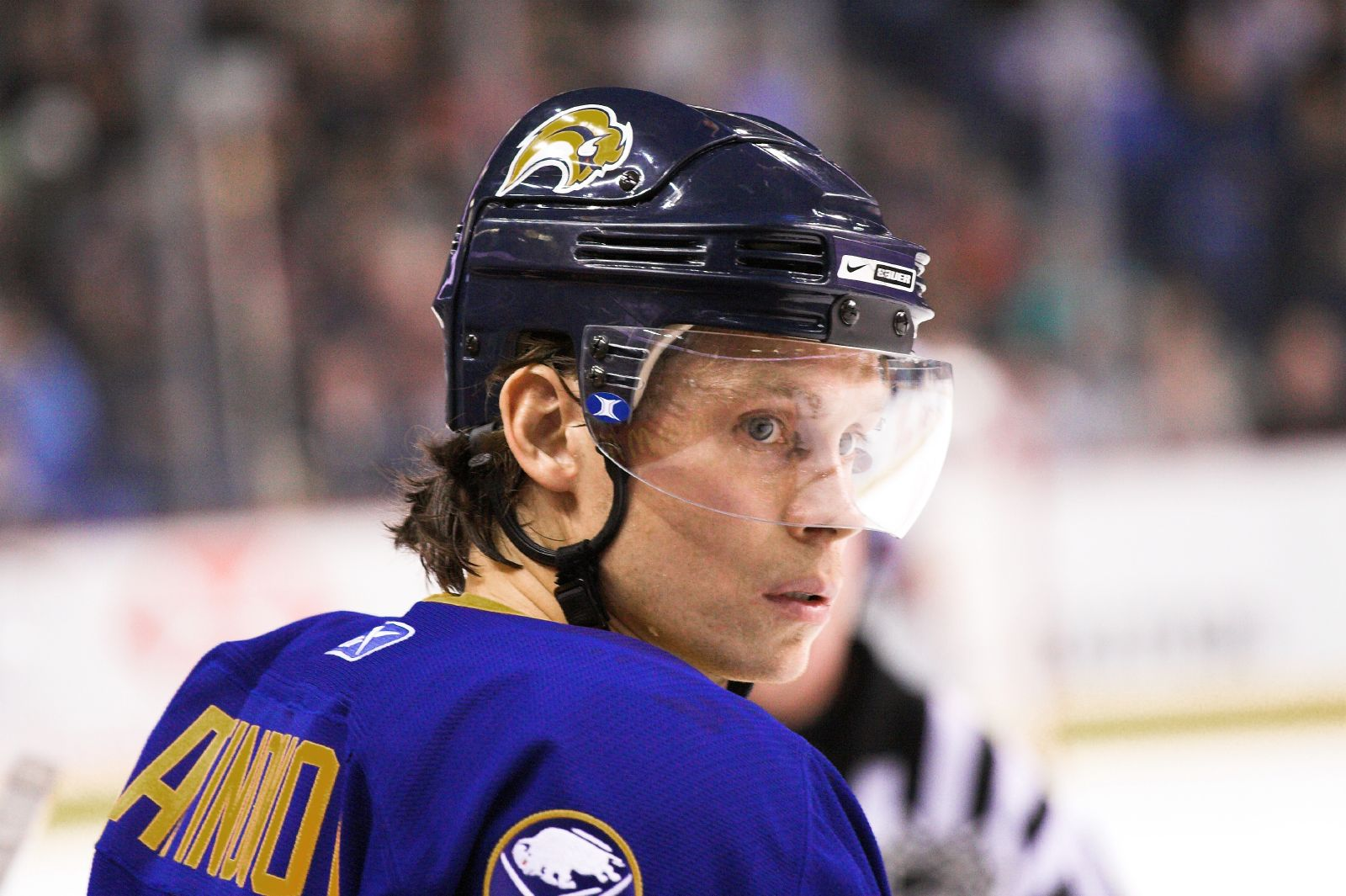
Maksim Afinogienow w barwach Buffalo Sabres (2006)

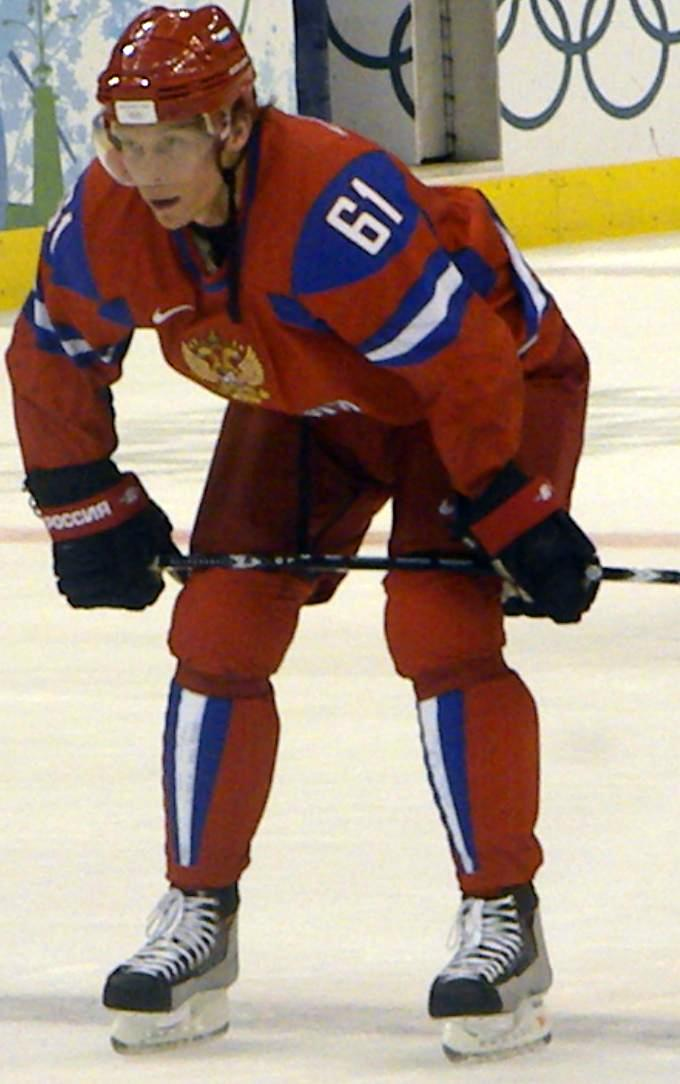
Maksim Afinogienow w barwach Rosji na ZIO 2010

Reprezentacyjne
- Złoty medal mistrzostw Europy juniorów do lat 18: 1996
- Srebrny medal mistrzostw świata juniorów do lat 20: 1998
- Złoty medal mistrzostw świata juniorów do lat 20: 1999
- Brązowy medal zimowych igrzysk olimpijskich: 2002
- Brązowy medal mistrzostw świata: 2005
- Srebrny medal mistrzostw świata: 2002, 2010
- Złoty medal mistrzostw świata: 2008

Klubowe
- Brązowy mistrzostw Rosji: 1999 z Dinamem Moskwa
- Złoty medal mistrzostw Rosji: 2005 z Dinamem Moskwa
- Mistrz dywizji NHL: 2007 z Buffalo Sabres

- Puchar Kontynentu: 2013 ze SKA

Indywidualne
- Mistrzostwa świata juniorów do lat 20 w 1999:
  - Najlepszy napastnik turnieju
- Sezon 1998/1998 superligi rosyjskiej:
  - Złoty Kask (przyznawany sześciu zawodnikom wybranym do składu gwiazd sezonu)
- Mistrzostwa Świata w Hokeju na Lodzie 2010/Elita:
  - Piąte miejsce w klasyfikacji +/- turnieju: +7
- Sezon KHL (2010/2011):
  - Mecz Gwiazd KHL
- Sezon KHL (2013/2014):
  - Mecz Gwiazd KHL[6]
- Sezon KHL (2014/2015):
  - Trzecie miejsce w klasyfikacji minut kar w sezonie zasadniczym: 124

Wyróżnienie
- Zasłużony Mistrz Sportu Rosji w hokeju na lodzie: 2002

## Życie prywatne
16 lipca 2011 w Moskwie poślubił rosyjską tenisistkę, Jelenę Diemientiewą. Tydzień później jego siostra Jekatieryna wyszła za mąż za amerykańskiego hokeistę Maxa Pacioretty'ego